# Waterhouse-Friderichsen-Syndrom
Das Waterhouse-Friderichsen-Syndrom, auch als Nebennierenapoplexie oder Suprarenale Apoplexie bezeichnet, ist ein akuter Ausfall der Nebennieren infolge massiver bakterieller Infektionen und eine Sonderform der Verbrauchskoagulopathie.
Die seltene, vor allem bei Kindern vorkommende Erkrankung wurde erstmals 1886 von Felix Marchand und 1894 von Arthur Francis Voelcker (1861–1946) beschrieben. Als eigenständige Krankheit wurde sie 1911 von Rupert Waterhouse bezeichnet und 1918 vom dänischen Kinderarzt Carl Friderichsen (1886–1979) ausgearbeitet.

## Ätiologie
Das Waterhouse-Friderichsen-Syndrom kann bei schweren bakteriellen Infektionen durch
zum Beispiel Meningokokken, Haemophilus influenzae oder Pneumokokken auftreten und betrifft meist Kinder und junge Erwachsene, aber auch Patienten nach Splenektomie im Rahmen eines OPSI-Syndroms.
Ein Waterhouse-Friderichsen-Syndrom tritt bei etwa 15 % der Patienten mit einer Meningokokken-Sepsis auf und führt in bis zu 90 % der Fälle zum Tod; unbehandelt ist es immer tödlich.

## Pathogenese
Manche der Erreger (gramnegative Erreger wie Meningokokken) setzen bei ihrem Zerfall Endotoxine frei, die einerseits zu einem Kreislaufschock mit Aktivierung des Gerinnungssystems führen und andererseits über Mediatoren die Gerinnung auch direkt aktivieren. Die Folge ist eine massive Bildung von Thromben in Blutgefäßen mit einer Unterversorgung peripherer Stromgebiete. (Sanarelli-Shwartzman-Reaktion)
Bei dieser Gerinnung werden wiederum sämtliche Gerinnungsfaktoren im Blut verbraucht, was zu starken Blutungen in Haut (Purpura), Schleimhäuten und inneren Organen führt. Besonders betroffen ist hierbei regelmäßig die Nebennierenrinde, die zerstört wird. Dies führt zu einem akuten Mangel an dem Hormon Cortisol.
Die Nieren können durch die Thromben und durch Spaltprodukte bei der Fibrinolyse ebenfalls betroffen sein, so dass Patienten unter Umständen dialysiert werden müssen.

## Klinik
Dominierend sind Anzeichen eines Schocks wie
- Zyanose
- Blässe
- kalte Haut
- petechiale Blutungen
- Purpura

sowie Fieber, Durchfall, Verwirrtheit, Kreislaufkollaps, respiratorische Insuffizienz, Koma, Nackensteifigkeit und Disseminierte intravasale Koagulopathie (DIC).

## Diagnostik
- Blutbild (hinsichtlich Thrombozytopenie)
- Quick-Wert/Partial Thromboplastin Time (PTT)
- D-Dimere
- Serum-Cortison-Spiegel
- Plasma-ACTH
- Sonografie der Nebennieren
- immer in Erwägung ziehen bei Fieber und Durchfall und Petechien

## Therapie
- sofortige Hydrocortison-Therapie (kontinuierlich und hochdosiert, z. B. 100 mg Hydrocortison Initialbolus, dann 10 mg/h Spritzenpumpe)
- Mineralokortikoide
- Katecholamine (Dobutamin, Noradrenalin)
- Gabe von Penicillin G und Cefotaxim
- ggf. Beatmung

Ohne sofortigen Therapiebeginn sterben nahezu 100 % der Patienten.